# 聖職者主義
聖職者主義（せいしょくしゃしゅぎ、英: Clericalism）とは、特定の宗教やその聖職者による国家・社会の支配を、容認・推奨・支持する立場のことである。聖職権主義（せいしょくけんしゅぎ）、または教権主義（きょうけんしゅぎ）とも呼ばれる。ギリシア語で「聖職者の」を意味するクレーリコス（希: κληρικός）に由来する語・概念であり、対義語は世俗主義あるいは俗権主義。